# Enyalius
Enyalius es un género de lagartos de la familia Leiosauridae.
Se distribuyen por Brasil y Uruguay.

## Especies
Listadas alfabéticamente:
- Enyalius bibronii Boulenger, 1885
- Enyalius bilineatus (Duméril & Bibron, 1837)
- Enyalius brasiliensis (Lesson, 1830)
- Enyalius catenatus (Wied, 1821)
- Enyalius erythroceneus Rodrigues, De Freitas, Santos Silva & Viña Bertolotto, 2006
- Enyalius iheringii Boulenger, 1885
- Enyalius leechii (Boulenger, 1885)
- Enyalius perditus Jackson, 1978
- Enyalius pictus (Wied-Neuwied, 1825)